# 2-Chlor-1-propanol
2-Chlor-1-propanol ist eine chemische Verbindung aus der Gruppe der Alkohole.

## Isomere
2-Chlor-1-propanol ist chiral, enthält also ein Stereozentrum. Es gibt somit zwei Stereoisomere, das (R)-Enantiomer und das (S)-Enantiomer. Das 1:1-Gemisch (Racemat) aus  (R)- und (S)-Enantiomer nennt man (RS)-2-Chlor-1-propanol oder (±)-2-Chlor-1-propanol. Wenn in der wissenschaftlichen Literatur oder in diesem Artikel ohne weitere Detailangaben „2-Chlor-1-propanol“ erwähnt wird, ist das Racemat gemeint.
| Enantiomere von 2-Chlor-1-propanol |                        |                        |
| Name                               | (R)-2-Chlor-1-propanol | (S)-2-Chlor-1-propanol |
| Strukturformel                     |                        |                        |
| CAS-Nummer                         | 37493-14-4             | 19210-21-0             |
| CAS-Nummer                         | 78-89-7 (unspez.)      |                        |
| EG-Nummer                          | –                      | 627-266-6              |
| EG-Nummer                          | 201-154-3 (unspez.)    |                        |
| ECHA-Infocard                      | –                      | 100.155.643            |
| ECHA-Infocard                      | 100.001.050 (unspez.)  |                        |
| PubChem                            | –                      | –                      |
| PubChem                            | 6566 (unspez.)         |                        |
| Wikidata                           | Q72457937              | Q72457939              |
| Wikidata                           | Q15461615 (unspez.)    |                        |

## Gewinnung und Darstellung
2-Chlor-1-propanol kann durch säurekatalysierte Umsetzung von Allylchlorid mit Wasser oder Chlorhydrinierung von Propylen (wobei auch das isomere 1-Chlor-2-propanol entsteht) gewonnen werden.
Die Verbindung entsteht auch als Nebenprodukt bei thermischer Zersetzung von Tris(2-chlorisopropyl)phosphat.

## Eigenschaften
2-Chlor-1-propanol ist eine farblose Flüssigkeit mit schwachem Geruch, die vollständig mischbar mit Wasser ist.

## Verwendung
2-Chlor-1-propanol wird zur Veresterung von Stärke verwendet.